# Odette Casadesus
Pour les articles homonymes, voir Casadesus.
Pour les autres membres de la famille, voir Famille Casadesus.
Odette Casadesus est une poétesse française née le 20 août 1925 à Paris 6e et morte le 11 octobre 1999 à Paris 18e.

## Biographie
Fille de Jules-Raphaël Casadesus et de Yvonne Lataix, elle fait des études supérieures de lettres. Elle commence très jeune sa carrière de poétesse.  
Admise à l'âge de dix-sept ans à la S.A.C.E.M. comme parolière sur concours (sujet imposé : « Un air de famille »), elle écrit de nombreux textes qui seront mis en musique par son grand-père Francis Casadesus, Marc Berthomieu, Camille Sauvage, Joëguy et Jacques Dalfort.
Elle est en outre secrétaire générale et administratrice des éditions Chateaubriand puis journaliste à La Femme et la Vie.
L'écrivain Jean Aubert est à l'origine du prix Flammes vives qui lui est décerné en 1952 pour sa plaquette Almicantarat. Paul Fort écrit une préface élogieuse pour son recueil de poèmes Astragales en 1953. Le peintre Yves Brayer illustre d'une lithographie originale A Cappella en 1968.
Le comédien Jean-Claude Pascal consacre à son œuvre poétique plusieurs émissions radiophoniques sur Europe 1 et Radio Luxembourg.
Elle était la cousine de Robert Casadesus et de Gisèle Casadesus.

## Œuvres
- 1950 : Les petits hommes. Poèmes pour les enfants. Doullens , Imprimerie Dessaint.
- 1952 : Almicantarat, éditions du Centre
- 1968 : A Cappella, éditions du Centre  (OCLC 33149673)

## Récompenses
- Prix du plus beau poème d'amour
- Prix Flammes Vives
- Prix Jean-Christophe de la Société des Poètes Français
- Prix Jacques Normand de la Société des Gens de Lettres
- Prix Auguste-Capdeville de l'Académie française pour Almicantarat en 1953